# Schwarzwälder Kirschtorte

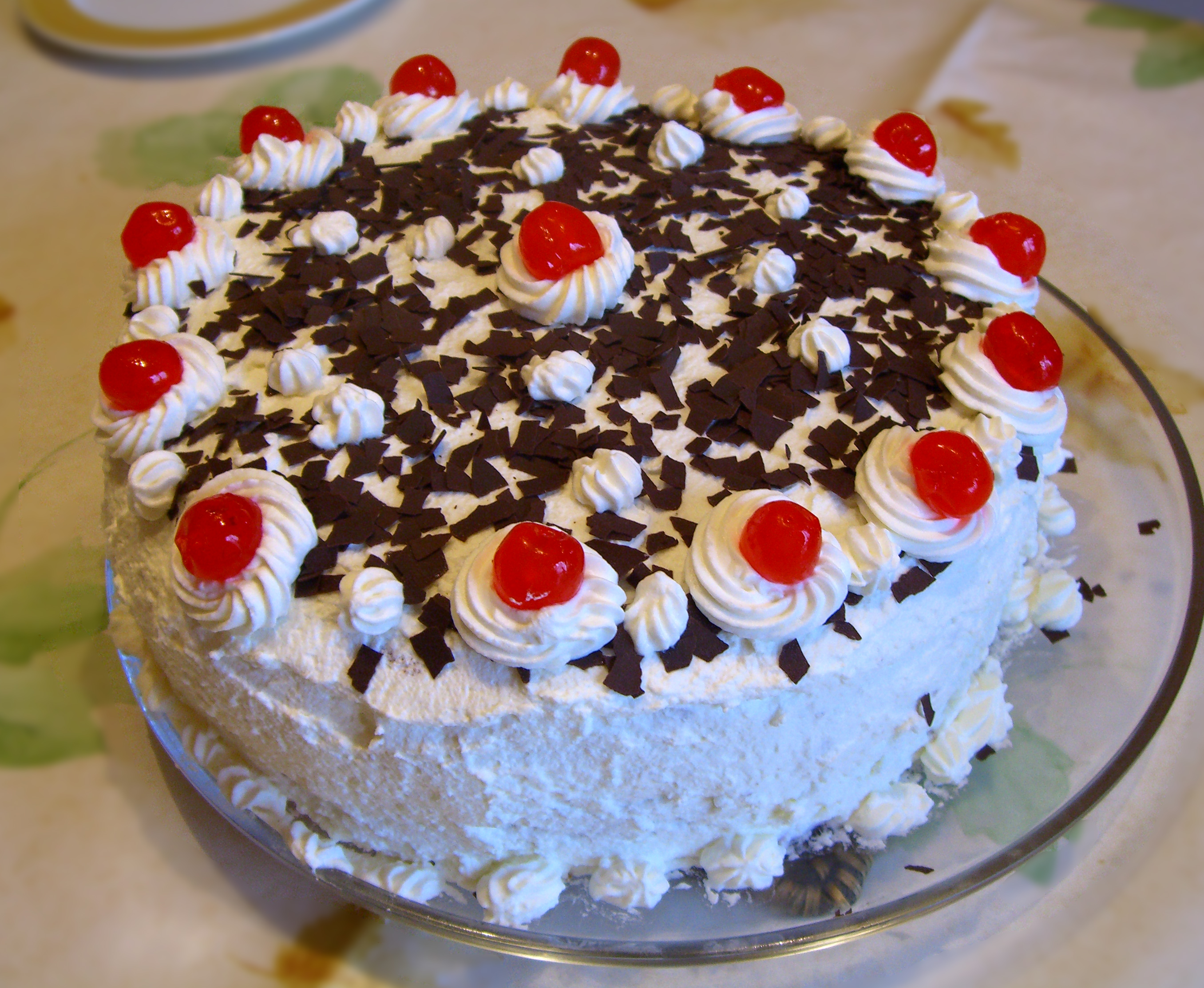
Schwarzwälder Kirschtorte

Eine Schwarzwälder Kirschtorte (in der Schweiz Schwarzwäldertorte) ist eine Sahnetorte, die sich seit den 1930er Jahren vor allem in Deutschland verbreitet hat und im Laufe der Zeit zu der beliebtesten deutschen Torte wurde. Heute gilt sie als die klassische deutsche Torte und ist auf der ganzen Welt bekannt. Die wesentlichen Komponenten sind mit Kirschwasser aromatisierte Schokoladenbiskuitböden, eine aromatisierte Kirschfüllung, Sahne, Kirschen sowie Schokoladenraspeln als Verzierung.

## Name

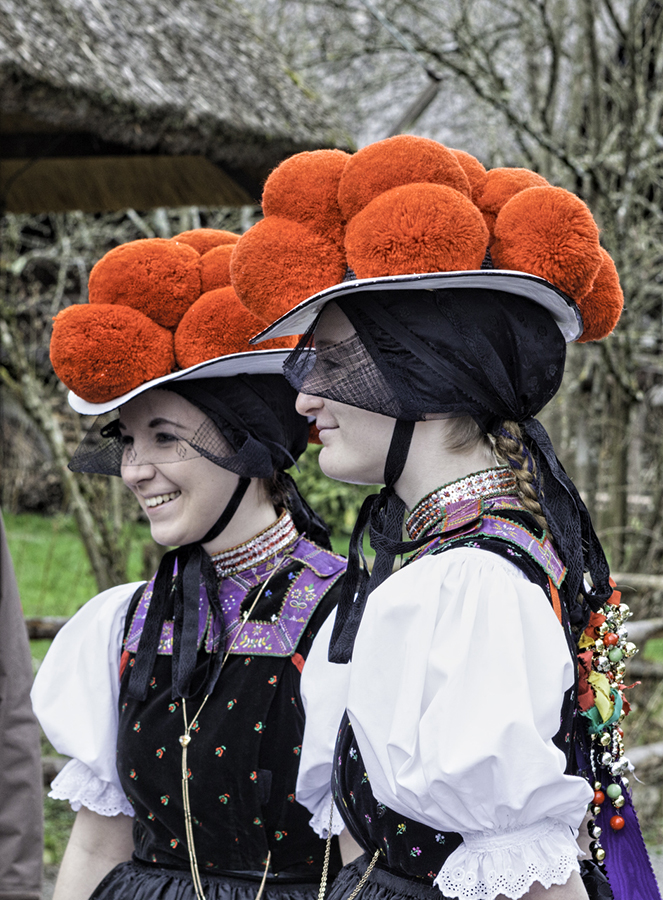
Schwarzwälder Frauentracht mit Bollenhut

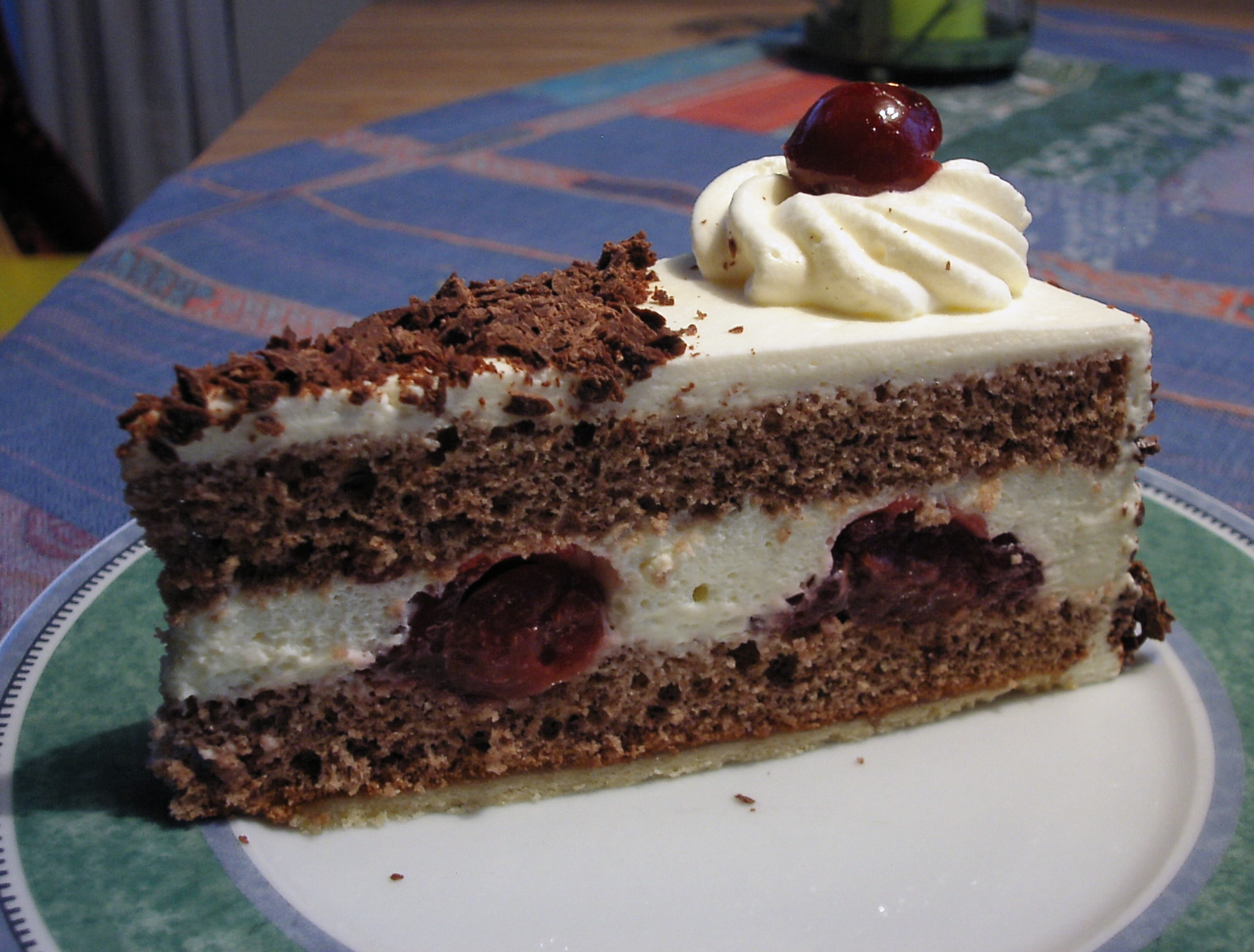
Ein Stück Schwarzwälder Kirschtorte

Für die Herkunft existieren verschiedene Theorien.
- Der schwarze Schokoladenraspelbelag könnte zu dem Namen geführt haben, da dieser an einen dunklen Wald wie den Schwarzwald erinnert.
- Die Zutat Kirschwasser könnte zum Namen geführt haben, da dieses vor allem im Schwarzwald hergestellt wird.
- Daneben gibt es einen möglichen Vorgänger namens „Schwarzwaldtorte“, der jedoch vermutlich nicht aus dem Schwarzwald, sondern aus der Schweiz stammt.
- Möglich ist auch, dass sich der Name der Torte an die Farben der Frauentracht mit Bollenhut aus dem Schwarzwald anlehnt.

## Geschichte
Die Kombination Kirschen, Schlagsahne und Kirschwasser war möglicherweise schon im 19. Jahrhundert im Südschwarzwald bekannt, jedoch nicht in Form einer Torte, sondern als Dessert: Eingekochte Kirschen wurden mit Rahm serviert, gelegentlich unter Zugabe von Kirschwasser. Die Schwarzwaldtorte könnte ein Vorläufer gewesen sein: Sie wurde mit Biskuit, Kirschen und Nüssen hergestellt, oft auch in Kombination mit Rahm, jedoch ohne Kirschwasser.
Soweit bekannt wurde die Schwarzwälder Kirschtorte erstmals in einer am 17. Februar 1915 von der Stadt Brandenburg an der Havel erlassenen Verordnung schriftlich genannt. Durch die noch im gleichen Monat erfolgte Veröffentlichung dieser Regelung in der Brandenburger Zeitung und im Preußischen Verwaltungs-Blatt war die Bezeichnung Schwarzwälder Kirschtorte bereits Ende Februar 1915 reichsweit öffentlich bekannt.
Im Jahr 1975 reklamierte der im schwäbischen Riedlingen geborene Konditor Josef Keller (1887–1981) die Herstellung der Schwarzwälder Kirschtorte für das nicht mehr bestehende Café Agner in der ehemaligen Stadt Bad Godesberg, heute ein Stadtteil von Bonn. Sein Sohn behauptete um 1982 sogar, Keller habe die Torte 1915 in Bad Godesberg erfunden. Doch konnte Keller erst nach April 1915 nach Bad Godesberg gekommen sein; zu diesem Zeitpunkt gab es die Torte schon in Brandenburg. Ein von Keller 1927 geschriebenes Rezept, ausgestellt im Schwarzwälder Freilichtmuseum Vogtsbauernhof, zeigt im Gegensatz zur gängigen Version nur eine Lage und einen Mürbeteig. Gemeinsam ist die Kombination Kirsch-Sahne-Schokolade sowie das Aromatisieren der Sahne mit Kirschwasser.
Der Tübinger Stadtarchivar Udo Rauch benannte den Tübinger Konditormeister Erwin Hildenbrand des Café Walz in Tübingen als „Erfinder“, datiert auf das Frühjahr 1930. Tübingen, das für gewöhnlich nicht mehr mit dem Schwarzwald in Verbindung gebracht wird, gehörte von 1818 bis 1924 zum Schwarzwaldkreis.
1934 wurde ein Rezept der Schwarzwälder Kirschtorte erstmals veröffentlicht. Das Rezept sah keinen Schokoladenboden, sondern einen Haselnussmürbeteigboden vor, auf den Kirschkonfitüre gestrichen wurde, bevor ein mit Kirschwasser und Zucker beträufelter Boden aus Walnussmasse folgte. Darauf verteilte man zwei Ringe Buttercreme und einen Berg Kirschcremesahne (Eier, Zucker, Milch, Gelatine, Sahne, Mandeln, geschmorte Sauerkirschen). Bedeckt wurde alles schließlich mit einer weiteren Schicht Walnussmasse-Boden. Die gewölbte Oberfläche bestand, wie heute auch, aus Sahne mit Schokoladenspänen, bestäubt mit Puderzucker.
In den 1930er Jahren wurde die Torte vor allem in Berlin sowie in Konditoreien deutscher, österreichischer und Schweizer Großstädte bekannt. Von September 1915 bis in den 1920er Jahren hinein und erneut während des Zweiten Weltkriegs war aber der Vertrieb von echten Sahnetorten in Deutschland illegal, da die gewerbliche Verwendung von Sahne – außer zur Butter- oder Käseherstellung – gesetzlich verboten war. Ein 1940 veröffentlichtes Rezept für Schwarzwälder Kirschtorte musste ohne Kakao, Schokolade, Sahne, und Kirschwasser auskommen. Erst nach 1945 erlebte die Torte eine langsame Renaissance, zunächst in den USA. 1949 stand die Schwarzwälder Kirschtorte nur auf Platz 13 der bekanntesten Torten in Deutschland.
Danach entwickelte sich jedoch ihr Bekanntheitsgrad rasant. Sie ist die bekannteste und beliebteste Torte Deutschlands und nahezu weltweit bekannt. Jedoch werden in vielen Ländern zumindest einzelne Komponenten durch ortsüblichere Zutaten ersetzt oder der Alkohol wird weggelassen.
Seit 2006 findet in Todtnauberg, einem Ortsteil von Todtnau im Schwarzwald, alle zwei Jahre das Schwarzwälder Kirschtortenfestival statt, bei dem in zwei Wettkampfklassen Amateure und Profis mit ihren selbstgemachten Schwarzwälder Kirschtorten gegeneinander antreten. Nachdem das Festival 2020 und 2022 vor Ort aufgrund der COVID-19-Pandemie ausfiel (2021 gab es eine Online-Veranstaltung), wurde die neunte Ausgabe am 16. April 2023 wieder traditionell in Todtnauberg ausgerichtet. Am 4. Mai 2025 fand das zehnte Festival statt.
Außerhalb Deutschlands erfreut sich die Torte in Chile besonders großer Beliebtheit auch wenn dort der deutsche Ursprung meist nicht bekannt ist.

## Varianten
Der Begriff „Schwarzwälder Kirsch“ wird von zahlreichen Nährmittelproduzenten für die unterschiedlichsten Produkte verwendet, z. B. Sahnerollen, Joghurt oder Eiscreme. Gemeint ist dann jeweils die Kombination von Kirschen und Schokolade in unterschiedlicher Form, wobei auf die restlichen Bestandteile der Torte (Biskuit, Sahne, Kirschwasser) oft ganz oder teilweise verzichtet wird.

## Verkehrsauffassung

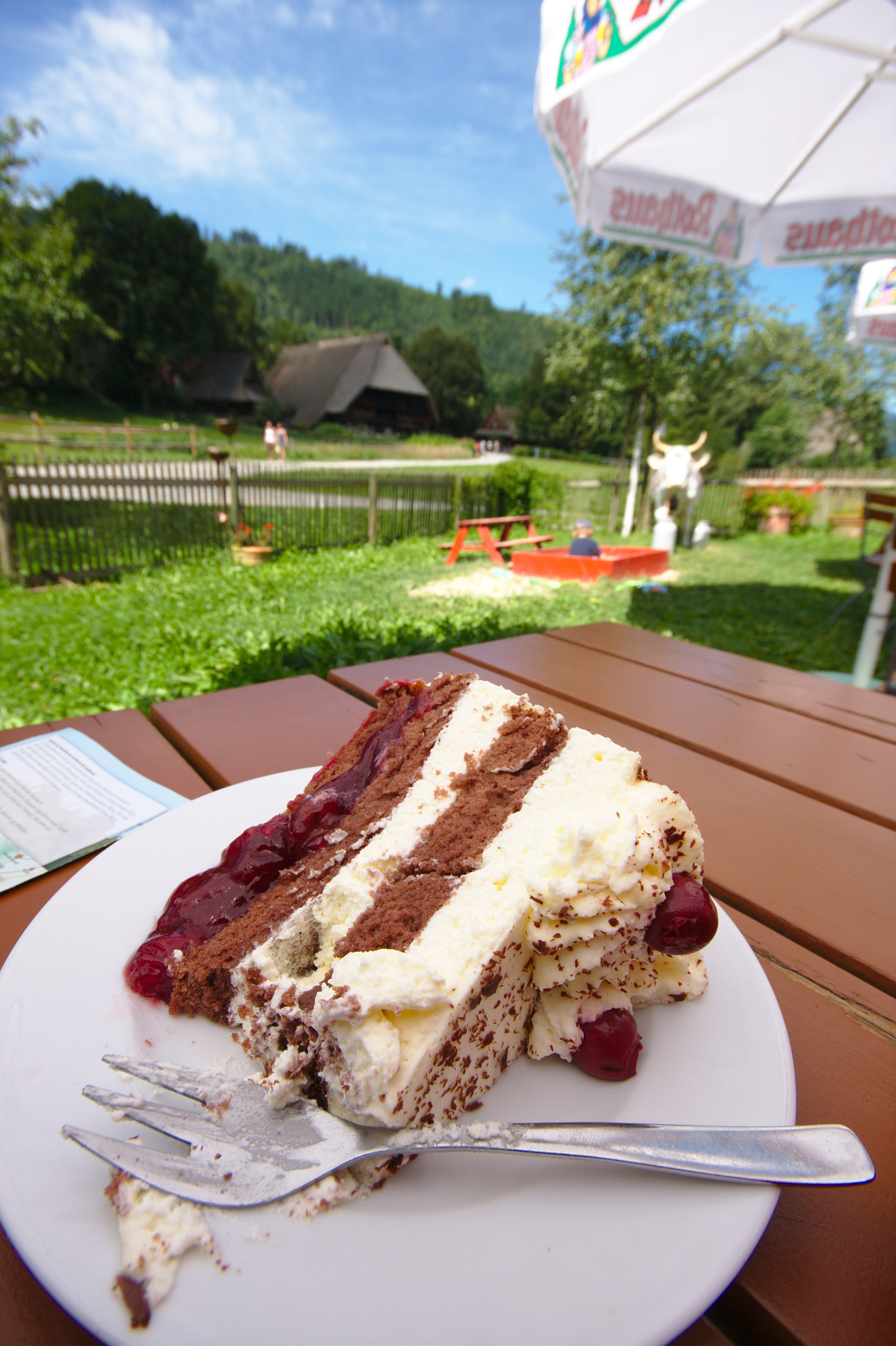
Schwarzwälder Kirschtorte im Vogtsbauernhof

Die in Deutschland übliche Verkehrsauffassung zur Schwarzwälder Kirschtorte ist in den Leitsätzen für feine Backwaren staatlich geregelt. Hier wird die Torte folgendermaßen beschrieben:
„20. Schwarzwälder Kirschtorte
Schwarzwälder Kirschtorten sind Kirschwasser-Sahnetorten oder Kirschwasser-Butterkremtorten, auch deren Kombination. Als Füllung dienen Buttercreme und/oder Sahne, teilweise Ganache sowie Kirschen, auch als Stücke in gebundener Zubereitung. Der zugesetzte Anteil an Kirschwasser ist geschmacklich deutlich wahrnehmbar.
Für die Krume werden dunkle und/oder helle Wiener- oder Biskuitböden verwendet. Die Masse für die dunklen Böden enthält mindestens 3 Prozent Kakaopulver oder stark entölten Kakao. Für den Unterboden wird auch Mürbeteig verwendet.
Die Torte wird mit Butterkrem oder Sahne eingestrichen, mit Schokoladenspänen garniert.“
Nur Torten, die diese Kriterien erfüllen, dürfen in Deutschland unter der Bezeichnung Schwarzwälder Kirschtorte verkauft werden.
2014 stellte die Bundesanstalt für Landwirtschaft und Ernährung den Antrag, die „Schwarzwälder Kirschtorte“ als garantiert traditionelle Spezialität durch die Europäische Union zu schützen. Dabei werden weitere Mindestanforderungen genannt: So muss die Torte einen Durchmesser von wenigstens 17 cm haben, die Sahne mindestens 30 % Fett enthalten, die Krume aus mindestens zwei Bisquitböden bestehen, die Frucht aus ganzen oder stückigen Sauerkirschen (ohne weitere Aromen) und die Randgarnierung aus Schokolade oder Schokoladenkuvertüre bestehen.